# فرانك كاستيلانو
فرانك كاستيلانو (بالإنجليزية: Frank Castellano)‏ هو ضابط أمريكي، ولد في 7 يناير 1964 في باتشوغو في الولايات المتحدة.